# Flugplatz Makin

i7
i11
i13
Der Flugplatz Makin (englisch Makin Island Airport, IATA-Code: MTK, ICAO-Code: NGMN) ist ein kleiner regionaler Flughafen auf der zu den nördlichen Gilbertinseln gehörenden Inselgruppe des Atolls Makin des Staates Kiribati im Pazifischen Ozean. Der Flugplatz befindet sich 1,5 km nordöstlich des Hauptortes Makin auf der gleichnamigen Hauptinsel.

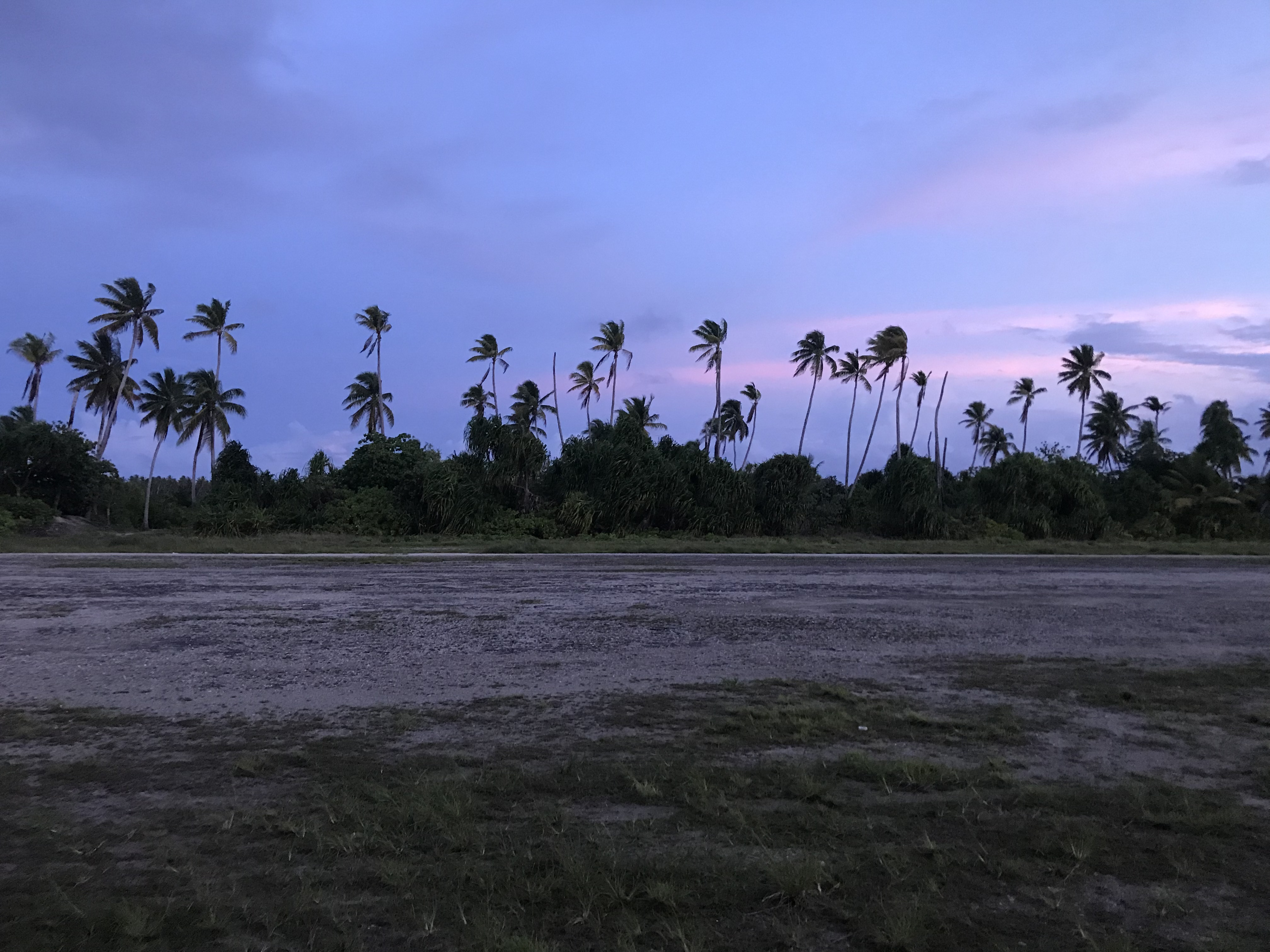
Flugplatz Makin

Air Kiribati fliegt den Flugplatz zweimal wöchentlich vom Flughafen Bonriki auf Tarawa aus an.

## Flugverbindungen
- Air Kiribati (Tarawa)